# Urbach (Westerwald)

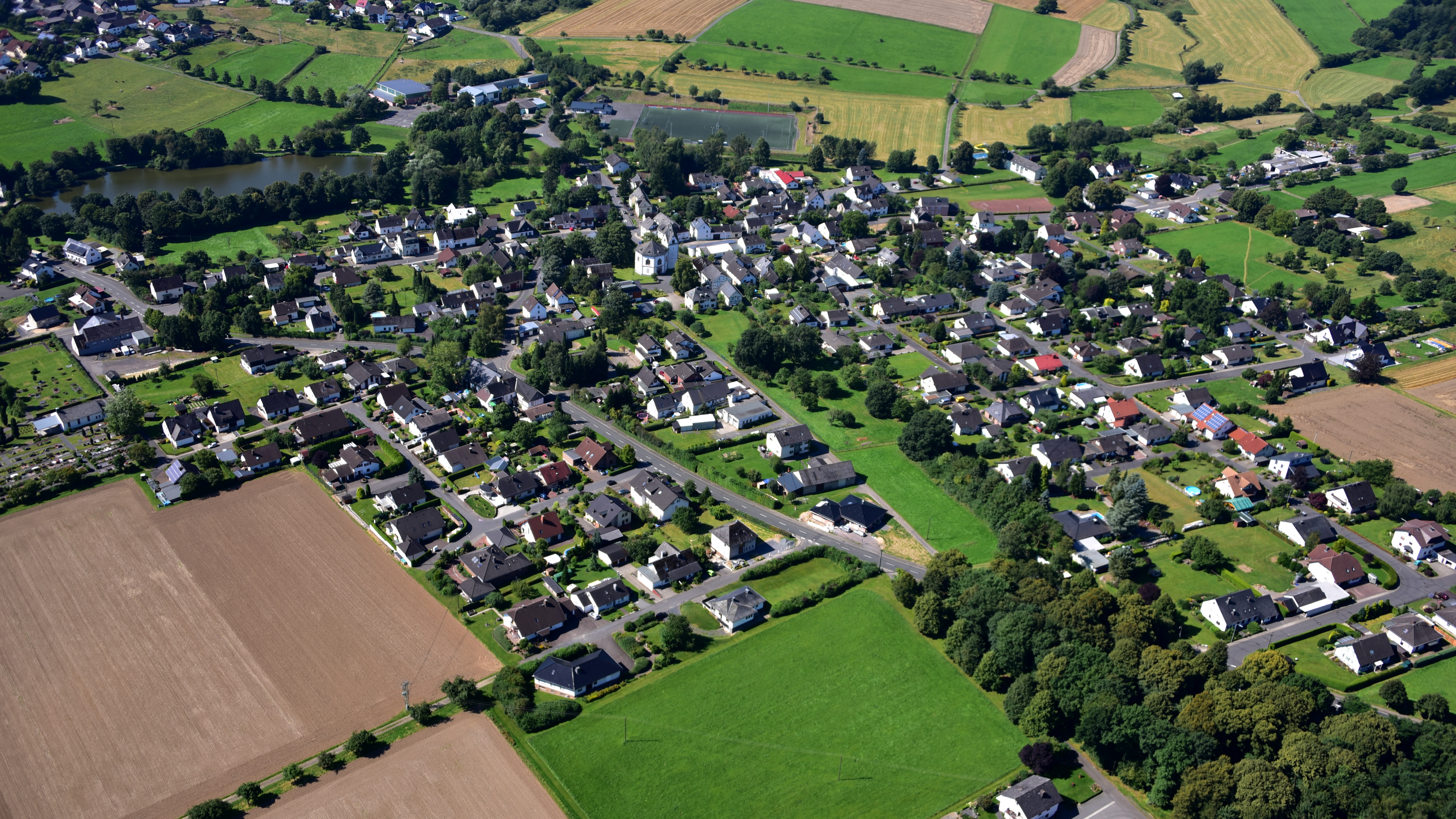
Urbach (Westerwald), Luftaufnahme (2016)

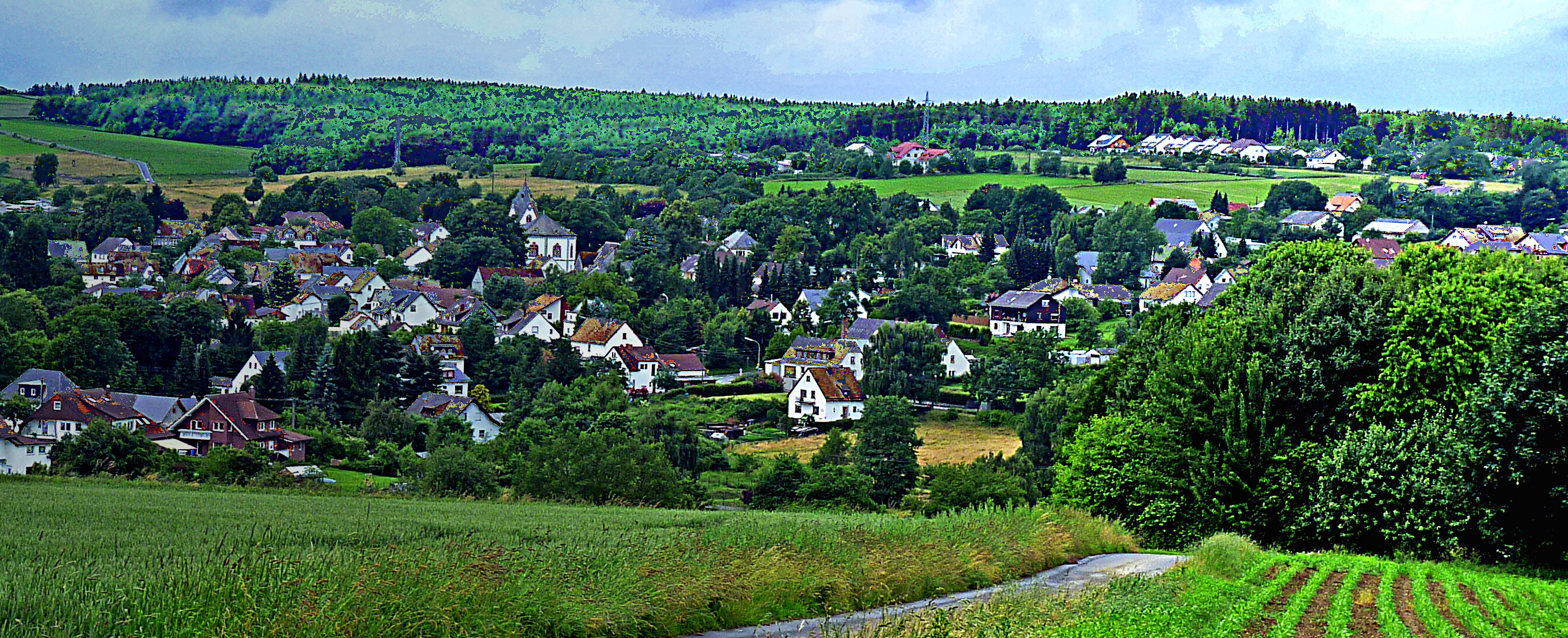
Urbach aus Richtung Dernbach aufgenommen

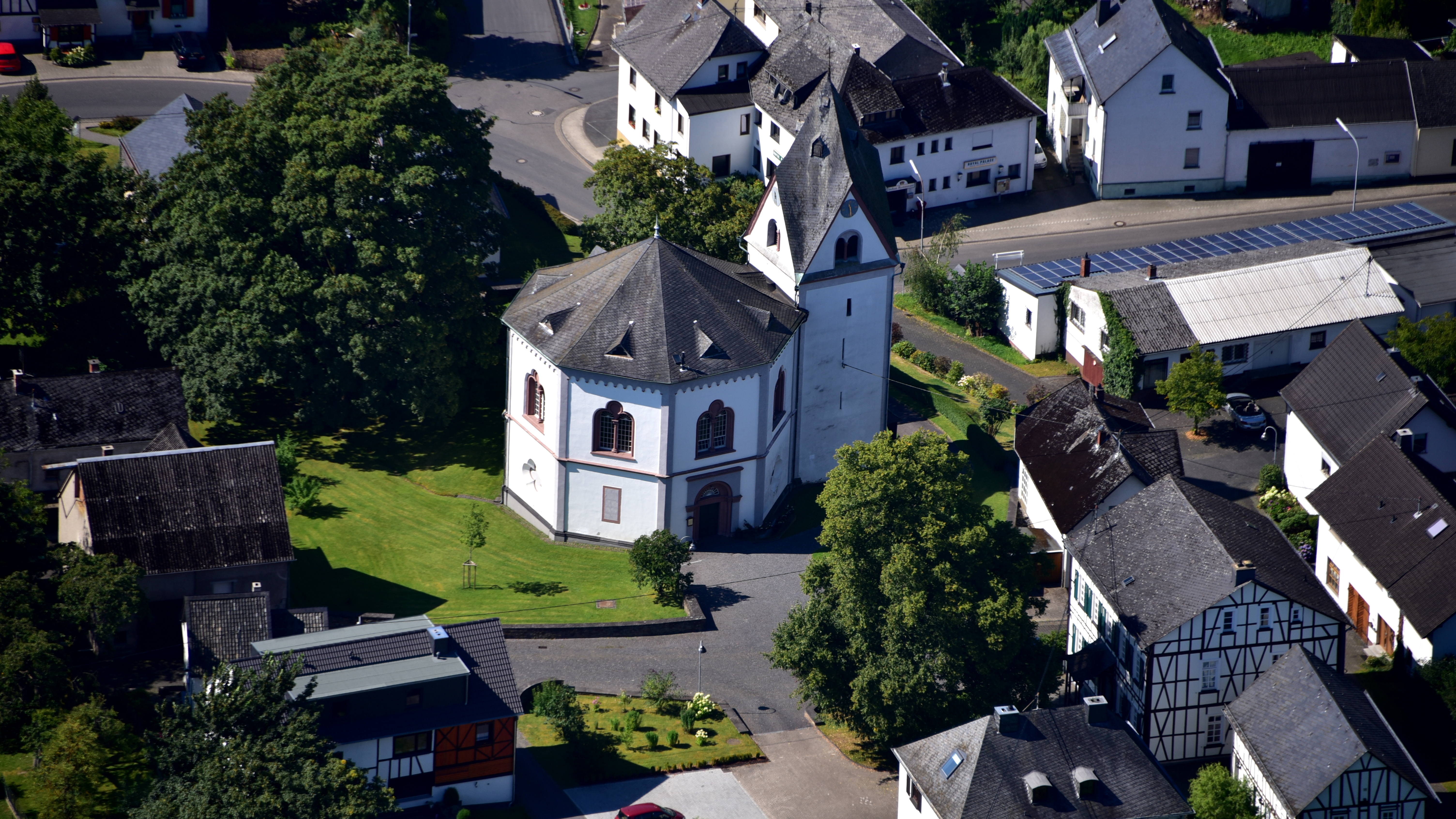
Evangelische Kirche, Luftaufnahme (2016)

Urbach ist eine Ortsgemeinde im Landkreis Neuwied im Norden von Rheinland-Pfalz. Sie gehört der Verbandsgemeinde Puderbach an.

## Geographie
Der Ort liegt südwestlich von Puderbach im Naturpark Rhein-Westerwald. Urbach besteht aus den beiden Ortsteilen Urbach-Kirchdorf und Urbach-Überdorf. Bis zur Bildung der Gemeinde Urbach am 7. Juni 1969 waren diese Ortsteile eigenständige Gemeinden. Zwischen beiden Ortsteilen fließt der nach Osten zum Holzbach entwässernde Urbach-Kirchdorfer Bach, der hier in einem Weiher gestaut wird. Das Gemeindegebiet, dessen nördlicher und mittlerer Abschnitt vom Urbacher Wald eingenommen wird, reicht im Südwesten bis zum Märkerwald. Dort erreicht es mit 210 m ü. NHN seinen tiefsten Bodenpunkt, während sich der höchste Bodenpunkt auf annähernd 400 m ü. NHN nahe der Quelle des für die Gemeinde namensgebenden Urbachs im Westen des Gemeindegebiets befindet.

## Geschichte
Aus der Endung „-bach“ im Namen kann davon ausgegangen werden, dass Urbach in der Zeit nach der Völkerwanderung, vermutlich Ende des 6. Jahrhunderts, gegründet wurde.
Die älteste urkundliche Erwähnung datiert aus dem Jahr 1204, als das Generalkapitel des Prämonstratenserordens in einem Schiedsspruch die Zuständigkeiten der Abteien Rommersdorf und Sayn regelte. Dierdorf und Urbach wurden Rommersdorf zugeordnet.
Wann die erste Kirche errichtet wurde, ist nicht bekannt. Der älteste Teil der heutigen Kirche ist der Kirchturm. Die Bauart des Turms deutet darauf hin, dass dieser gegen Ende des 12. Jahrhunderts errichtet wurde. In der Urkunde aus dem Jahr 1204 wurde Urbach als Filiale der Dierdorfer Pfarrkirche (seit Mitte des 16. Jahrhunderts die Evangelische Kirche) genannt. Anfang des 19. Jahrhunderts wurden Schiff und Chor der Kirche baufällig. Nach einem Plan des Bauinspektors Ferdinand Nebel aus Koblenz wurde das heutige achteckige Kirchenschiff in den Jahren von 1825 bis 1830 neu erbaut.
Als Hochgericht wird Urbach erstmals im Jahr 1323 urkundlich erwähnt. Nach dieser Urkunde wurde durch die Grafen von Wied das Hochgericht „Hohe Veste Urbach“ errichtet. Die Gerichtsstelle befand sich „im Dorf unter der Linde intgen dem Kirchhof“. Da an den Gerichtstagen immer viele Menschen zusammenkamen, entwickelte sich hier auch ein Markt.
Im Jahr 1366 wird in Urbach eine Burg Grebeneck erwähnt. Die Angaben hierzu  sind spärlich, genauere Aussagen sind bisher nicht möglich.
Eine besondere Bedeutung für das Kirchspiel Urbach hatte der Urbacher Märkerwald. Um diesen Wald kam es im Jahre 1716 zu einem Rechtsstreit mit dem Grafen zu Wied, der erst 1793 unter Fürst Karl zu Wied in einem Vergleich beigelegt wurde. Darin werden die zum Kirchspiel gehörenden Orte und die Nutzungsberechtigten aufgeführt: Urbach-Kirchdorf (21 Märker), Urbach-Überdorf (22), Dernbach (21), Linkenbach (17), Harschbach (16) und Niederhofen (8).
Eine erste Schule in Urbach gab es bereits um das Jahr 1600. An schulpflichtigen Kindern gab es im Kirchspiel insgesamt 42, davon 12 aus Urbach (Kirchdorf), 9 aus Überdorf, 5 aus Linkenbach, 4 aus Harschbach, 3 aus Niederhofen und 9 aus Dernbach und Steinebach. In welcher Form und in welchem Umfang der Unterricht stattfand, ist nicht überliefert. Um 1700 oder kurz danach wurde ein Schulhaus errichtet. Das Schulhaus stand neben der Kirche am nördlichen Eingang zum Kirchhof. Seit der zweiten Hälfte des 18. Jahrhunderts fand der Unterricht nicht nur in den Wintermonaten, sondern auch im übrigen Jahr statt. Der Schulbesuch selbst war unregelmäßig, unter Androhung einer Strafe war ein „Versäumnis wegen Schweinehütens“ und ähnlichem nicht mehr statthaft. Im Jahr 1797 wurden als Unterrichtsstoff angegeben: „Gesang, Gebet, Lesen und Buchstabieren, Schreiben, Rechnen und Naturerscheinungen“.
Bevölkerungsentwicklung
Die Entwicklung der Einwohnerzahl von Urbach, die Werte von 1871 bis 1987 beruhen auf Volkszählungen:
| Jahr | Einwohner |
| ---- | --------- |
| 1815 | 374       |
| 1835 | 568       |
| 1871 | 617       |
| 1905 | 597       |
| 1939 | 618       |
| 1950 | 686       |
| 1961 | 662       |

| Jahr | Einwohner |
| ---- | --------- |
| 1970 | 856       |
| 1987 | 985       |
| 1997 | 1.395     |
| 2005 | 1.580     |
| 2011 | 1.529     |
| 2017 | 1.523     |
| 2022 | 1.499     |

## Politik

### Gemeinderat
Der Gemeinderat in Urbach besteht aus 16 Ratsmitgliedern, die bei der Kommunalwahl am 9. Juni 2024 in einer Mehrheitswahl gewählt wurden, und dem ehrenamtlichen Ortsbürgermeister als Vorsitzendem.

### Bürgermeister
Gert Winkelmeier wurde am 11. Juli 2024 Ortsbürgermeister von Urbach. Bei der Direktwahl am 9. Juni 2024 hatte er sich mit einem Stimmenanteil von 63,3 % gegen eine Mitbewerberin durchgesetzt.
Winkelsmeiers Vorgängerin Brigitte Hasenbring hatte das Amt 20 Jahre inne und war 2024 nicht erneut angetreten.

### Wappen
| Wappen von Urbach | Blasonierung: „Im geteilten Schild oben auf blauem Grund ein silbernes Schwert, schräg gekreuzt mit einer silbernen Waage, unten im silbernen Feld ein grüner liegender Forsthaken (Wolfsangel).“ |
| Wappen von Urbach | Wappenbegründung: Die Waage versinnbildlicht das seit 1323 beurkundete gräflich-wiedische Hochgericht in Urbach für die „Obere Grafschaft“ und das mit dem Gericht verbundene Marktrecht. Der Forsthaken ist das Symbol für den Märkerwald, gemeinsamer Besitz der fünf Gemeinden des Kirchspiels Urbach. Das Wappen ist rechtsgültig seit dem 16. April 1974. |

## Kultur und Sehenswürdigkeiten

### Sehenswürdigkeiten
Mittelpunkt des Ortes bildet die Evangelische Kirche mit romanischem Turm.
- Siehe auch Liste der Kulturdenkmäler in Urbach

### Veranstaltungen
- Seit 2006 findet jährlich das Metal-Festival „Field Invasion Festival“ statt, auf dem lokale und Underground-Bands auftreten. Das Festival wurde von Ortsansässigen ins Leben gerufen und wächst jedes Jahr. 2016 stieg die Anzahl der Besucher erstmals über 500.[10]

## Wirtschaft und Infrastruktur

### Bildung
Urbach hat mit der „Märkerwaldschule“ eine Grundschule, daneben einen Kindergarten.

### Verkehr
Die nächste Autobahnanschlussstelle ist Dierdorf an der A 3 Fahrtrichtung Frankfurt/Main und Anschlussstelle Neuwied Fahrtrichtung Köln. Der nächstgelegene ICE-Bahnhof ist Montabaur an der Schnellfahrstrecke Köln–Rhein/Main.

### Vereine
Bereits 1920 wurde die TSG Urbach-Dernbach gegründet. Der Verein zählt heute fast 1000 Mitglieder und gehört somit zu den größten Vereinen in der Region. Die TSG bietet ihren Mitgliedern in den Abteilungen Turnen, Tischtennis und Fußball eine Vielzahl von Möglichkeiten sich sportlich zu betätigen. Angefangen beim Eltern-Kind-Turnen bis zur Seniorengymnastik bietet der Verein eine breite Palette sportlicher Betätigung.